# قصص ما قبل النوم (فلم)
قصص ما قبل النوم (بالإنجليزية: Bedtime Stories) هو فيلم أمريكي صدر عام 2008. إخراج آدم شانكمان وبطولة آدم ساندلر في أول ظهور له في فيلم عائلي، الفيلم من إنتاج شركة والت ديزني بمشاركة آدم ساندلر وأندرو غان.

## القصة
تدور قصة الفيلم حول عامل فندق يدعى سكيتر برونسون (آدم ساندلر) يعيش حياة طبيعية وخالية من التشويق. إلى أن ذات يوم يحصل ما يغيّر حياته جذريا وإلى الأبد، عندما تبدأ القصص التي يخبرها لأقاربه الصغار بالتحوّل إلى حقيقة. فيجد سكيتر نفسه فجأة في عالم سحري تتحقق خلاله الأمنيات ومليء بالخرافات. فيمتزج عالم الخيال مع الواقع، بين حياة سكيتر اليومية وقصصه عن القرون الوسطى والفضاء الخارجي.

## طاقم التمثيل
- آدم ساندلر: (سكيتر برونسون)
- كيري روسل: (جيل هاستينغز)
- جوناثان مورجان هيت: (باتريك)
- لورا آن كيسلنغ: (بوبي)
- غاي بيرس: (كيندال دنكان)
- راسل براند: (ميكي)
- ريتشارد جريفيثز: (باري نوتنغهام)
- تيريزا بالمر: (فيوليت نوتنغهام)
- لوسي لوليس: (أسبن)
- كورتني كوكس: (ويندي برونسون)
- جوناثان برايس: (مارتي برونسون)
- نيك سواردسون: (مهندس)
- عايشة تايلور: (دونا هيندي)
- ألين كوفرت: (رجل الفيراري)
- بليك كلارك: (راكب الدراجة النارية)
- كاثرين جوستين: (السيدة ديكسون)
- ميكي بوست: (القزم الغاضب)
- روب شنايدر: (السارق / الزعيم الهندي)
- آرني ستار: (موظف نوتنغهام/ سيناتور / راعي بقر / رائد فضاء)
- جوناثان لوغران: (ضيف في الحفل)
- هيذر موريس: (القطة الراقصة)

## ردود الأفعال
- تلقى الفيلم ردود أفعال متباينة. فقد حظي في موقع الطماطم الفاسدة (بالإنجليزية: Rotten Tomatoes) على نسبة 25٪ من آراء النقاد[2]، كما حصل في موقع ميتاكريتيك (بالإنجليزية: Metacritic) على 33/100.[3]

## وصلات خارجية
- الموقع الرسمي
- مقالات تستعمل روابط فنية بلا صلة مع ويكي بيانات